# Macharetí (gemeente)
Macharetí is een gemeente (municipio) in de Boliviaanse provincie Luis Calvo in het departement Chuquisaca. De gemeente telt naar schatting 7.724 inwoners (2018). De hoofdplaats is Macharetí.